# Эдна-Бей
Эдна-Бей (англ. Edna Bay) — город в зоне переписи населения Принс-оф-Уэльс—Хайдер, штат Аляска, США. Население по данным переписи 2000 год составляет 49 человек.

## История
Получил статус города 13 октября 2014 года.

## География
Расположен на юго-восточном побережье острова Косцюшко. Площадь города составляет 152,3 км², из них 145,0 км² — суша и 7,3 км² — водные поверхности.

## Население
По данным переписи 2000 года, население города составляло 49 человек. Расовый состав: белые — 95,92 % и представители двух и более рас — 4,08 %.
Из 19 домашних хозяйств в 36,8 % — воспитывали детей в возрасте до 18 лет, 63,2 % представляли собой совместно проживающие супружеские пары, 26,3 % не имели семьи. 26,3 % от общего числа семей на момент переписи жили самостоятельно, при этом 10,5 % составили одинокие пожилые люди в возрасте 65 лет и старше. В среднем домашнее хозяйство ведут 2,58 человек, а средний размер семьи — 3,14 человек.
Доля лиц в возрасте младше 18 лет — 28,6 %; лиц в возрасте от 18 до 24 лет — 6,1 %; от 25 до 44 лет — 18,4 %; от 45 до 64 лет — 40,8 % и лиц старше 65 лет — 6,1 %. Средний возраст населения — 37 лет. На каждые 100 женщин приходится 157,9 мужчин; на каждые 100 женщин в возрасте старше 18 лет — 133,3 мужчин.
Средний доход на совместное хозяйство — $44 583; средний доход на семью — $49 063.